# Багдадський пакт

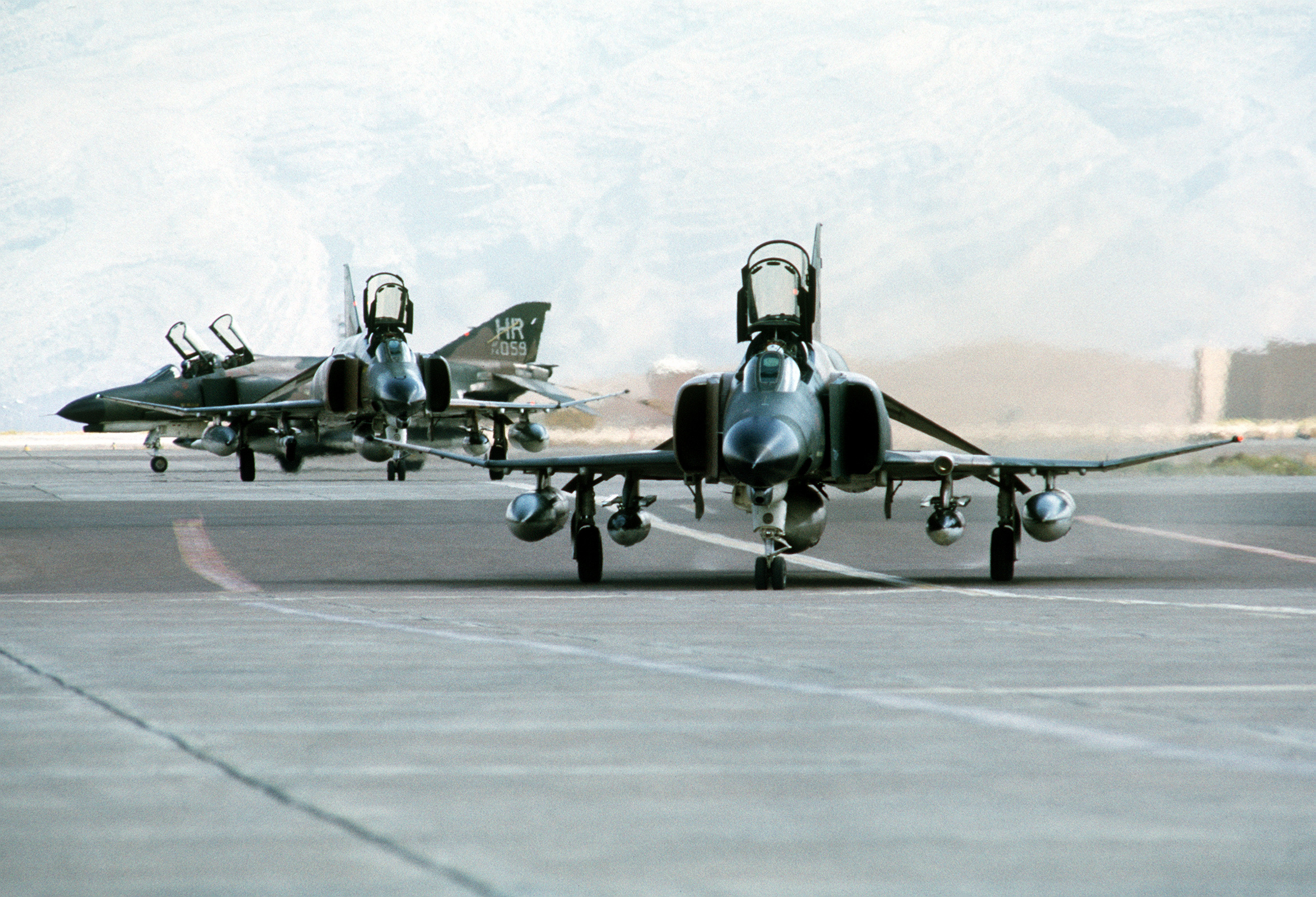
Три літаки військово-повітряних сил США McDonnell Douglas F-4E Phantom II на стоянці в авіабазі Шираз (Іран), під час навчань СЕНТО, 1 серпня 1977 року

Багда́дський пакт (Організація близькосхідного договору (англ. Middle East Treaty Organisation, METO) з 1959 «Організація центрального договору», англ. The Central Treaty Organization, The Baghdad Pact, CENTO; тур. Merkezi Antlaşma Teşkilatı, Bağdat Paktı; перс. سازمان پیمان مرکزی; араб. حلف بغداد)  — воєнно-політичний блок, створений у 1955 році за ініціативою США і Великої Британії у складі Іраку, Ірану, Туреччини, Пакистану та Великої Британії. Оформлений у Багдаді (Ірак).
Багдадський пакт мав на меті створити стратегічний пояс блоків держав (НАТО — Багдадський пакт — СЕАТО) біля кордонів СРСР та його сателітів, щоб запобігти радянській експансії на Близький Схід. Після військового перевороту в Іраку (липень 1958) новостворена Іракська республіка вийшла зі складу Багдадського пакту (офіційно з 24 березня 1959 р.).
У 1958 США приєдналися до військового комітету альянсу. Його зазвичай вважають одним із найменш успішних альянсів часів холодної війни.
В серпні 1959 р. Багдадський пакт перейменовано в СЕНТО («Організація центрального договору»). Вищим органом пакту є рада міністрів країн його учасниць (з 1958 місце перебування — Анкара).
Штаб-квартира організації була в Багдаді (Ірак) з 1955 по 1958 рік, а потім в Анкарі (Туреччина) з 1958 по 1979 рік. Кіпр також був важливим місцем для CENTO завдяки британським військовим базам в Акротирі і Декелія, а також близькості острова до Близького Сходу.

## Хронологія
- Лютий 1954: Туреччина підписала пакт про взаємне співробітництво з Пакистаном.
- 19 травня 1954 року: США та Пакистан підписали угоду про взаємну оборону.
- 24 лютого 1955: Ірак і Туреччина підписали військову угоду в Багдаді, почалося використання терміна «Багдадський пакт». У тому ж році до Багдадського пакту приєдналися Велика Британія (5 квітня), Пакистан (23 вересня) та Іран (3 листопада).
- Жовтень 1958: штаб-квартира Багдадського пакту перенесена з Багдада до Анкари.
- 5 березня 1959 року: США підписують військові угоди з Пакистаном, Іраном та Туреччиною.
- 24 березня 1959 року: новий республіканський режим Іраку вивів країну з альянсу.
- 19 серпня 1959: METO перейменована в CENTO[5].
- 1965: Пакистан намагався отримати допомогу від своїх союзників у війні проти Індії[6]. 20 вересня Рада Безпеки ООН прийняла резолюцію 211, і Сполучені Штати та Велика Британія підтримали рішення ООН, припинивши постачання зброї обом воюючим сторонам[7].
- 1971: У новій війні з Індією Пакистан знову безуспішно намагався отримати допомогу союзників. (США надали Пакистану обмежену військову підтримку[8], але не в рамках CENTO.)
- 1974: Сполучене Королівство виводить сили з альянсу після турецького вторгнення на Кіпр.
- 11 березня 1979 року: новий уряд Ісламської Республіки Іран вивів країну з CENTO.
- 12 березня 1979 року: Пакистан виходить із CENTO.
- 1979: CENTO офіційно розформована.

## Генеральні секретарі
Генеральний секретар, який призначається Радою міністрів на три роки з можливістю поновлення, керував діяльністю CENTO. Генеральними секретарями були:
| Ім'я                  | Держава   | На посаді                     |
| --------------------- | --------- | ----------------------------- |
| Авні Халіді           | Ірак      | 1955 – 31 грудня 1958         |
| Осман Алі Бег         | Пакистан  | 1 січня 1959 – 31 грудня 1961 |
| Аббас Алі Халатбарі   | Іран      | січень 1962 – січень 1968     |
| Тургут Менеменджіоглу | Туреччина | січень 1968 – 1 лютого 1972   |
| Насір Ассар           | Іран      | 1 лютого 1972 – січень 1975   |
| Уміт Халук Баюлкен    | Туреччина | січень 1975 – 1 серпня 1977   |
| Сідар Хасан Махмуд    | Пакистан  | серпень 1977 – березень 1978  |
| Камуран Гюрюн         | Туреччина | 31 березня 1978 – 1979        |

## Залізниця CENTO
CENTO спонсорувала залізничну лінію, частину якої було завершено, щоб забезпечити залізничне сполучення між Лондоном і Тегераном через Ван. Ділянка від озера Ван в Туреччині до Шарафхане в Ірані була завершена і профінансована здебільшого CENTO (переважно Велика Британія). Будівництво було особливо складним через складний рельєф. Частина маршруту включала залізничний пором через озеро Ван із терміналом у Татвані на західній стороні озера. Примітні особливості залізниці на іранській стороні включали 125 мостів, серед них міст із прольотом, що височить, Катур, розміром 1 485 футів (453 м) завдовжки, що охоплює ущелину глибиною 396 футів (121 м).

## Культурно-наукові установи
Як і його партнери НАТО та СЕАТО, CENTO спонсорувала низку культурних і наукових дослідницьких установ:
- Конференції CENTO з викладання громадського здоров’я та практики громадського здоров’я[13].
- Програма культурних праць CENTO[14]
- Інститут ядерної та прикладної науки CENTO
- Наукова координаційна рада CENTO[15]
- Наукова рада CENTO
- Симпозіум CENTO з розвитку сільської місцевості[16][17]

Установи підтримували широкий спектр невійськових заходів, зосереджених на сільському господарстві та розвитку. Наприклад, у 1960 році CENTO профінансував 37 проєктів, які охоплювали сільське господарство, освіту, охорону здоров'я, економічний розвиток і транспорт. Також організовано принаймні один симпозіум із проблеми ящура та чуми великої рогатої худоби.
Організація, яка стала Інститутом ядерної науки CENTO, була заснована західними державами в рамках Багдадського пакту, як тоді називали CENTO. Спочатку він був розташований у Багдаді, Ірак, але був переміщений до Тегерана, Іран, у 1958 році після того, як Ірак вийшов із CENTO. В Інституті навчалися студенти з Пакистану та Туреччини, а також з Ірану.

### Наукова рада CENTO
Наукова рада CENTO організувала низку наукових симпозіумів та інших заходів, у тому числі зустріч у Лахорі (Пакистан) у 1962 році під назвою "The Role of Science in the Development of Natural Resources with Particular Reference to Pakistan, Iran and Turkey".